# Tehran Mansimov
Tehran Javid oglu Mansimov (en azerí: Tehran Cavid oğlu Mənsimov; Qusar, 24 de agosto de 1972) es un coronel de las Fuerzas Armadas de Azerbaiyán. Participó en la Guerra de los Cuatro Días y la Guerra del Alto Karabaj. Es vencedor de la Batalla de Shusha.

## Biografía
Tehran Mansimov nació el 24 de agosto de 1972 en Qusar. Él es de origen étnico lezguinos.
Tehran Mansimov fue uno de los líderes de las Fuerzas Especiales de Azerbaiyán durante la Guerra del Alto Karabaj, que comenzó el 27 de septiembre de 2020 para liberar los territorios y garantizar la integridad territorial de Azerbaiyán. Fue uno de los dirigentes de las batallas por la liberación de Shusha, que duró del 4 al 8 de noviembre. Bajo su mando las unidades de las Fuerzas Armadas de Azerbaiyán liberaron la ciudad Shusha de la ocupación en poco tiempo.
En 15 de diciembre de 2020, por la orden del Presidente de Azerbaiyán, Ilham Aliyev, se le concedió la Orden de la Bandera de Azerbaiyán.

## Premios y títulos
- Medalla de distinción en el Servicio Militar (Azerbaiyán) (3.º grado)
- Medalla de distinción en el Servicio Militar (Azerbaiyán) (2.º grado)
- Medalla al Heroísmo (2005)[2]
- Orden “Por la Patria (2017)[3]
- Medalla "Centenario del ejército azerbaiyano"
- Orden de la Bandera de Azerbaiyán (2020)[4]
- Medalla Por la liberación de Shusha (2020)[5]